# Lini Bunjes
Carolina (Lini) Bunjes (Utrecht, 13 de febrer de 1918 – Pontassieve, 25 de maig de 2016) va ser una activista neerlandesa, miliciana i participant en les Brigades Internacionals durant la Guerra Civil espanyola, i fotògrafa.

## Biografia
Carolina Bunjes, nascuda a Utrecht (Països Baixos) el 13 de febrer de 1918, era filla de Wilhelm Rudolf Bunjes, un alemany que havia fugit del seu país per no anar a la Primera Guerra Mundial, i de Rebecca Jacobs, neerlandesa. La família va anar a viure a Berlín, on el seu pare tenia un negoci, però el 1933, quan Hitler va prendre el poder, van tornar als Països Baixos. Als setze anys, Carolina Bunjes va anar a viure a Amsterdam amb la seva germana gran, que simpatitzava amb l'esquerra política. A casa de la seva germana va conèixer Franz Lowenstein, un jove jueu alemany, que era comunista i s'havia refugiat als Països Baixos. Bunjes va marxar amb ell a París, on es van estar uns mesos, i després van marxar a Barcelona, on ell tenia amics alemanys. A Barcelona van treballar de fotògrafs i venent diaris.
En esclatar la Guerra Civil a Espanya, Lowenstein va participar immediatament en la lluita armada i després, amb un grup de voluntaris de diverses nacionalitats, van constituir la unitat Thaelman de la milícia popular, que va marxar al front d'Aragó; va morir en la batalla de l'Ebre el 1938. És possible que la parella ja s'hagués separat en esclatar la guerra i ella va marxar a Madrid per participar en una manifestació de les Brigades Internacionals i fer-ne un reportatge fotogràfic. Va participar en la lluita armada quan la capital espanyola va patir el setge de les tropes marroquines de Franco, i en el front va conèixer Antonio Blas García, i el mateix mes de novembre es van casar. El mes de desembre de 1936, en el front de Navalcarnero, al sud de Madrid, Bunjes va rebre una ferida en una mà. Una fotografia d'ella amb el braç en cabestrell, que va fer-li el fotògraf Hans Gutmann, va publicar-se en un diari en un article sobre les dones neerlandeses que van venir a ajudar el bàndol republicà durant la Guerra Civil. Una altra fotografia de Lini Bunjes amb la mà ferida, signada per «Albero y Segovia», va publicar-se a tota plana a la contraportada de la revista Mundo Gràfico del 9 de desembre de 1936.
Algú va sospitar que Carolina Bunjes era una espia alemanya i el Servei d'Informació Militar la va estar investigant i vigilant. Tanmateix, es va ordenar detenir-la i enviar-la a la presó de dones de València per investigar-ne passat amb més calma. Els agents que van investigar-la no van trobar res que provés l'acusació de "suposada espia", però van aconsellar que fos expulsada del país per evitar que pogués seduir algun militar republicà. Bunjes, que estava embarassada, a la presó de dones valenciana va tenir complicacions perquè era un embaràs extrauterí. Va estar ingressada a l'Hospital Provincial de València i finalment va perdre la criatura que esperava. Després van tornar-la a Madrid i va continuar empresonada fins que el seu marit se'n va assabentar i va fer gestions perquè l'alliberessin. En una entrevista que van fer-li amb motiu dels seus noranta anys, Bunjes va rememorar la seva estada a Madrid i va afirmar que el pitjor episodi que hi va viure va ser el bombardeig intens que va patir la ciutat per part de la Legió Còndor de l'Alemanya nazi i de l'aviació italiana. En va fer fotos que va enviar a la seva germana a l'oficina de les Brigades Internacionals de París, i la germana es va ocupar de distribuir-les.
Blas va ser enviat a Extremadura i Bunjes l'hi va acompanyar. Blas va ser fet presoner per les tropes franquistes a començament de 1938 i mai no se'n va saber res més. Lini Bunjes, que estava embarassada, va tornar a Madrid, on va tenir un fill, a qui va posar de nom Antonio, com el pare, i va viure durant un temps a casa dels sogres. Però aviat va tornar a Extremadura, al mateix poble on havia estat anteriorment, Herrera del Duque, potser confiant que hi podria trobar el seu marit. El gener de 1939 les tropes franquistes van ocupar el poble. Un veí va denunciar-la i van tancar-la a la presó del poble, acusada d'haver fet fotografies per a diaris d'esquerra, però aviat va ser posada en llibertat gràcies a la mediació d'un cònsol neerlandès. De seguida va tornar a Madrid, on va estar-se de nou a casa dels sogres, i va recórrer al consolat neerlandès perquè l'ajudessin a tornar al seu país. Però era un mal moment, perquè els Països Baixos ja s'havien rendit a Alemanya.
Amb el seu fill, va viatjar amb tren a Barcelona i es va posar en contacte amb Louis Stern, un advocat jueu que ajudava refugiats a passar a França. Quan el novembre de 1939 intentava travessar els Pirineus a peu amb un grup de jueus, va ser detinguda i la van tancar a la presó de Figueres. El seu fill va emmalaltir i un pediatre se'n va fer càrrec, perquè el nen no hagués d'estar-se a la presó amb la mare. Lina Bunjes va sortir de la presó l'1 de gener de 1941; va viatjar a Múnic i des d'allà va poder tornar als Països Baixos, on va quedar-se a viure amb la seva mare a Scheveningen. Malgrat tot el que havia passat, va col·laborar activament amb la Resistència i va ajudar a amagar jueus que fugien dels nazis que ocupaven el país. Un cop més va ser víctima de la denúncia de civils i va ser detinguda per la Gestapo, que va dur-la a la seu de la policia alemanya. Després dels interrogatoris van deixar-la lliure. Aleshores va marxar a viure a Frísia i allà va col·laborar amb la Resistència. Va ser l'època de les razzies de Sant Nicolau a la regió d'Holanda i, per fugir-ne, molts joves van amagar-se en aquella granja. Ni ella ni la seva mare s'havien registrat mai com a jueves i van poder sobreviure a la guerra.
De la seva família, trenta-sis persones van desaparèixer en els camps nazis. Ella, després de la guerra, va tornar a viure a Amsterdam, on es va casar amb Eduard Rosenthal, un supervivent de l'Holocaust que havia estat presoner a Bergen-Belsen i que era director de De Bijenkorf (literalment "El Rusc"), uns populars grans magatzems. En casar-se va recuperar la nacionalitat neerlandesa, que havia perdut pel seu matrimoni amb un espanyol. El 1949 va néixer la seva filla Katrin. Després van establir-se a Luxemburg, on van viure set anys, fins a la mort de Rosenthal el 1957. Ella, vídua, va quedar amb tres fills al seu càrrec: el fill nascut a Espanya, la filla que va tenir amb Rosenthal i un fill que Rosenthal tenia d'un matrimoni anterior.
Després va conèixer Carlo Alvisi, un italià de Bolonya que, com ella, el 1936 va anar a Espanya per defensar-hi la República; en la columna Ascaso de la secció italiana de la CNT-FAI, va lluitar en el front d'Osca. Va marxar d'Espanya abans que ella (el gener de 1937), però va patir també empresonament per motius polítics. El juliol de 1941, pels alemanys, que el van tenir més de mig any en un camp de concentració prop de Berlín. Va ser arrestat de nou pels alemanys, que el van lliurar a la policia italiana i a Itàlia va ser condemnat per no haver fet el servei militar. El setembre de 1943 va sortir de la presó, però durant l'ocupació nazi va tornar a ser detingut i deportat al Camp de concentració de Sachsenhausen, d'on va ser alliberat al final de la guerra. Va establir-se a Luxemburg, on ja havia residit abans i on aleshores vivia Bunjes. Els dos van marxar a Itàlia i van obrir un hotel a Sestri Levante, prop de Gènova, que van batejar hotel Mimosa. Durant trenta-sis anys, el negoci va funcionar bé, però el fill de Bunjes, que va estudiar en una escola d'hostaleria i hauria hagut de fer-se'n càrrec, va contraure un càncer i va morir als quaranta-nou anys.
Quan va morir el seu fill, Bunjes tenia ja més de setanta anys i va decidir convertir l'hotel en un conjunt de petits habitatges. Però la Màfia es va posar pel mig i va començar a tenir problemes econòmics. Gràcies al testimoni de persones a qui ella havia amagat durant la Segona Guerra Mundial, va poder demostrar que durant l'ocupació nazi havia participat en la Resistència neerlandesa i va tenir dret a una pensió de la Fundació 1940-1945 i a un habitatge social.
Carolina Bunjes va viure els últims anys de la seva vida entre Amsterdam i Pontassieve, un municipi italià proper a Florència, on vivia la seva filla i la seva neta i besnets. Va morir el 25 de maig de 2016. Tot i que algunes fonts indiquen que va morir als Països Baixos, són més fiables les que situen el lloc del seu traspàs a Itàlia; entre aquestes fons hi ha la base de dades del projecte SIDBRINT de la Universitat de Barcelona.